# 몽골 지방

몽골 지방의 위치

중화민국의 공식 국토를 나타낸 지도 - 노란색(일부는 빨간색과 겹침)으로 되어 있는 곳이 중화민국 행정구역상의 몽골 지방이며, 빨간색으로 되어 있는 곳이 실제 몽골의 영토이다.

몽골 지방 또는 멍구 지방(중국어: 蒙古地方, 몽고 지방)은 1928년부터 1946년까지 존재했던 중화민국의 행정 구역으로 중심 도시는 울란바토르(庫倫, 쿠룬, 고륜)이다. 외몽골(현재의 몽골과 러시아의 투바 공화국) 전체가 포함된다.
몽골 지방은 중화민국 헌법에 명시된 명목상의 행정 구역에 불과하며 실제로 외몽골이 중화민국의 관할에 있었던 적은 없다. 중화민국 정부는 1945년 몽골 독립 국민투표에 따라 1946년에 몽골의 독립을 승인하였으나, 소련이 중국공산당을 도운 것을 중소 우호 동맹 조약 위반으로 보고 몽골의 독립 승인을 취소하고 외몽고를 다시 자국의 영토로 규정하였다. 2002년에 중화민국 정부는 외몽고를 대륙 지구(大陸地區)에서 제외시켜 사실상 몽골국의 존재를 인정하였으나, 공식적으로는 중화민국의 영토에 포함하고 있다.

## 같이 보기
- 탕누우량하이
- 외몽골